# Ирано-йеменские отношения
Ирано-йеменские отношения — двусторонние дипломатические отношения между Ираном и Йеменом.

## История
В 1960-е годы иранский шах Мохаммед Реза Пехлеви поддерживал йеменских роялистов во время гражданской войны в этой стране, помогая им финансово и поставкой вооружении.
В конце 1980-х годов Исламская Республика Иран наладила хорошие отношения с Йеменом после окончания Ирано-иракской войны. В начале 1990-х годов Иран обучал в религиозных учебных заведениях йеменских студентов-хуситов. Среди этих студентов был Хусейн Бадруддин аль-Хуси, который впоследствии возглавил повстанческое движение хуситов в Йемене против местного правительства. В 2012 году президент Йемена Али Абдуллы Салеха ушёл в отставку под влиянием непрекращающихся акций протеста в стране и иранские официальные лица стали негласно оказывать помощь хуситам.
В январе 2013 года йеменские военные при поддержке USS Farragut (DDG-99) захватили иранское судно дау у побережья Йемена, на борту которого находились китайские ПЗРК QW-1. После этого ирано-йеменские отношения ухудшились, поскольку Иран отрицал обвинения йеменцев в том, что ПЗРК на борту дау предназначались для шиитских повстанцев. Путь лодки от порта Ирана до Йемена отслеживался представителями вооружённых сил США, операция по захвату судна планировались американскими военными.
2 октября 2015 года правительство Йемена объявило о разрыве дипломатических отношений с Ираном из-за поддержки последним шиитских повстанцев хуситов в их борьбе против президента Йемена Абд-Раббу Мансура Хади. Затем, представитель правительства Йемена опроверг разрыв дипломатических отношений с Ираном и сказал, что такой вопрос не стоит на повестке дня. Однако, отношения между странами серьезно ухудшились в том числе и потому, что иранские подводные лодки и военные корабли находятся на боевом дежурстве у побережья Йемена (в Аденском заливе и Красном море), по утверждением Ирана для борьбы с пиратством.